# Pierre Vendryes
Pour les articles homonymes, voir Vendryes.
Pierre Vendryes est un médecin, physiologiste et philosophe français né à Paris 6e le 18 décembre 1908 et mort à Paris 14e le 24 octobre 1989,,.

## Biographie
Après la soutenance d'une thèse de doctorat sur Claude Bernard, Pierre Vendryes a été professeur de physiologie théorique à l'Hôpital Saint-Antoine, à Paris, de 1959 à 1971. 
Il a été membre de la Société de statistique de Paris à partir de 1949, puis en a été le président à partir de 1962. 
Il a écrit de nombreux ouvrages et articles, et s'est spécialisé dans l'étude de l'autonomie du vivant, ainsi que dans la modélisation mathématique de la physiologie. Dans Vie et Probabilités (1942), il développe une idée de Claude Bernard selon laquelle l'autonomie est la faculté de s'affranchir des perturbations aléatoires du milieu, en la caractérisant comme un processus stochastique.

## Famille
Pierre Vendryes était le fils du linguiste et celtiste Joseph Vendryes et le frère du physicien nucléaire Georges Vendryes. Son épouse était Françoise Vendryes.

## Ouvrages
- Vie et probabilité, préface de Louis de Broglie, éditions Albin Michel, 1942.
- L’acquisition de la science, éditions Albin Michel, 1946.
- De la probabilité en Histoire, Paris, Albin Michel, 1952.
- Déterminisme et autonomie, éditions Armand Colin, 1956.
- Vers la théorie de l'homme, préfaces de Jean Fourastié et Raoul Kourilsky, éditions PUF, 1973.
- L’autonomie du vivant, éditions Maloine, 1981.

## Autres publications
- 1940. Les « conditions déterminées » de Claude Bernard, 1 volume, thèse de doctorat en médecine, Paris, Vigot Éditions.
- 1948. Les lois des régulations physiologiques, Semaine des Hôpitaux de Paris, 24, 2228.
- 1948. La préparation à la recherche biologique. Une école de Biologie Générale, Semaine des Hôpitaux de Paris, Journal Combat, Revue Avenir.
- 1949. La téléphysiologie, en collaboration avec R. Aureau, J. Bruère et R. Malterre, Semaine des Hôpitaux de Paris, 25, 2196.
- 1950. Théorie probabiliste de la foule, en collaboration avec R. Malterre, Journal de la Société de statistique de Paris, n° 3, 91ème année.
- 1952. De la probabilité en histoire. L'exemple de la campagne d'Égypte, 1 volume, Paris, Albin Michel Éditions.
- 1953. Le mouvement brownoïde de l'homme et des animaux, avec R. Malterre, Journal de la Société de statistique de Paris, n° 4, 94ème année.
- 1954. Surréalisme et probabilité, Revue surréaliste,  Médium, mai 1954.
- 1954. L'interprétation probabiliste de l'autonomie physiologique, Presse Médicale, 62, 771, 843, 961, 1067,  Conférences faites en décembre 1953 à l'Hôpital Saint-Antoine dans le service de Raoul Kourilsky.
- 1957. Introduction à la théorie mathématique de la physiologie hépatique, Revue française d'études cliniques et biologiques, septembre, II, 673.
- 1958. La loi des concentrations et des débits,  Revue française d'études cliniques et biologiques, mai, III, 476.
- 1958. Introduction à la théorie mathématique de la physiologie respiratoire, Revue française d'études cliniques et biologiques, octobre, III, 829.
- 1960. Aspect mathématique de la physiologie du foie, Revue des maladies du foie, 35ème année, n° 4, conférence faite à l'Hôpital Saint-Antoine dans le service de Jacques Caroli.
- 1960. Les régulations physiologiques et la loi des concentrations et des débits,  1er Congrès de médecine cybernétique, Naples, octobre 1960.
- 1962. Mathématique déterminante et mathématique de l'aléatoire, Journal de la Société de statistique de Paris,  n°1, 103ème année.
- 1963. Aléatoire et déterminisme de la relation articulaire, Journal de la Société de statistique de Paris,  n°4, 104ème année.
- 1965. Aléatoire et déterminisme des articulations mentales, Journal de la Société de statistique de Paris, n°4, 106ème année.
- 1966. Eléments de physiologie théorique, Presse médicale, 74, 21.
- 1966. Déterminisme et autonomie chez Claude Bernard,  célébration au Collège de France, juin 1966, centenaire de l' Introduction à l'étude de la médecine expérimentale, Masson Éditions, 1967.
- 1967. La relation articulaire en informatique, Journal de la Société de statistique de Paris,  n°4, 108ème année.
- 1968. La relation articulaire, Presse médicale, 76, 42.
- 1968. Physiologie théorique et cybernétique, Cybernetic Medicine, organe de la Société internationale de médecine cybernétique, Naples, 1968, n°1.
- 1976. L'autogenèse de la cellule et la théorie de l'évolution, Bulletin biologique de la France et de la Belgique,  Tome CX, 1976, n°3.
- 1979. L'autonomie, notion centrale, Congrès de l'Association Française pour la Cybernétique économique et technique (AFCET), novembre,  Éditions Hommes et Techniques,  Suresnes.
- 1979. Le libre arbitre et la science, exposé fait le 18 Juin devant l'Académie des sciences morales et politiques.
- 1979. L'usage de la mémoire dans la découverte scientifique,  exposé fait le 28 Juin, à Aix-en-Provence, au colloque sur les processus collectifs de mémorisation, à la Faculté d'économie appliquée d'Aix-Marseille.
- 1979. Approche théorique d'un néo-lamarckisme, exposé fait le 12 septembre au Congrès de la Société de biomathématique.
- 1979. L'autonomie de l'entreprise industrielle,  exposé fait le 21 novembre à Versailles, au Congrès de l'AFCET et publié en février 1980 dans le Bulletin de TACADI, Paris.
- 1980. La métamorphose de la science, à propos de la publication du livre d'Ilya Prigogine et Isabelle Stengers, La nouvelle alliance. Métamorphose de la Science, Paris, Gallimard Éditions, 1979.
- 1980. Par delà la cybernétique : l'autonomie, exposé fait au IXème Congrès international de cybernétique de septembre à Namur, Belgique.
- 1982. Éléments de la théorie de l'autonomie physiologique,  exposé fait au Colloque de Biologie Théorique, à Angers, en septembre.
- 1982. Les communications impossibles, exposé fait aux Séminaires interdisciplinaires du Collège de France, Maloine Éditeur.
- 1983. Qu'est-ce que l'autonomie?, Cahiers Systéma,  Sèvres.
- 1983. Les fondements de la théorie de l'autonomie, Congrès international de cybernétique, août 1983, Namur, Belgique.
- 1984. Le déterminisme scientifique et la responsabilité morale, colloque sur la responsabilité scientifique de mai 1984 à l'Institut de France.
- 1985. L'Aléatoire, Journal de la Société de statistique, 1er trimestre.
- 1986. L'Homme est un être autonome, Revue L'Homme futur,  mars 1986.
- 1987. La vérité dans la science de l'Homme, présenté dans le séminaire d'André Lichnerowicz, 14 décembre 1986, traduit en anglais par V.H. Brix.
- 1987. De la physiologie expérimentale à la physiologie théorique, 27 mai 1986, Abbaye de Solignac, Société Française de Biologie théorique.
- 1987. Autonomie - Aléatoire - Libre Arbitre, exposé présenté le 21 septembre 1986 à Cerisy-la-Salle.
- 1987. Les fondements de la théorie de l'autonomie, publié dans la Lettre Science et Culture  du GRIT, CESTA, août-septembre.